# Hedyotis pruinosa
Hedyotis pruinosa är en måreväxtart som beskrevs av Robert Wight och George Arnott Walker Arnott. Hedyotis pruinosa ingår i släktet Hedyotis och familjen måreväxter. Inga underarter finns listade i Catalogue of Life.